# Échecs Madrasi
Les échecs Madrasi sont une variante du jeu d'échecs, essentiellement utilisée comme condition féerique dans le problème d'échecs, dans laquelle une pièce attaquée par une pièce adverse de même type est paralysée : Elle ne peut alors ni se déplacer, ni capturer. La plupart du temps deux pièces s'attaquent mutuellement, ce qui signifie qu'elles se paralysent aussi mutuellement, la prise en passant étant une des rares exceptions. Ils furent proposés en 1979 par Abdul Jabbar Karwatkar.